# كسر البيض

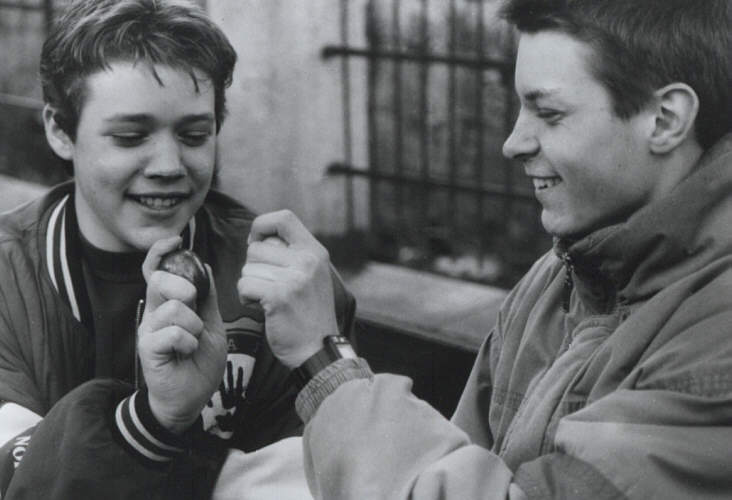
طفلان يلعبان نقر البيض

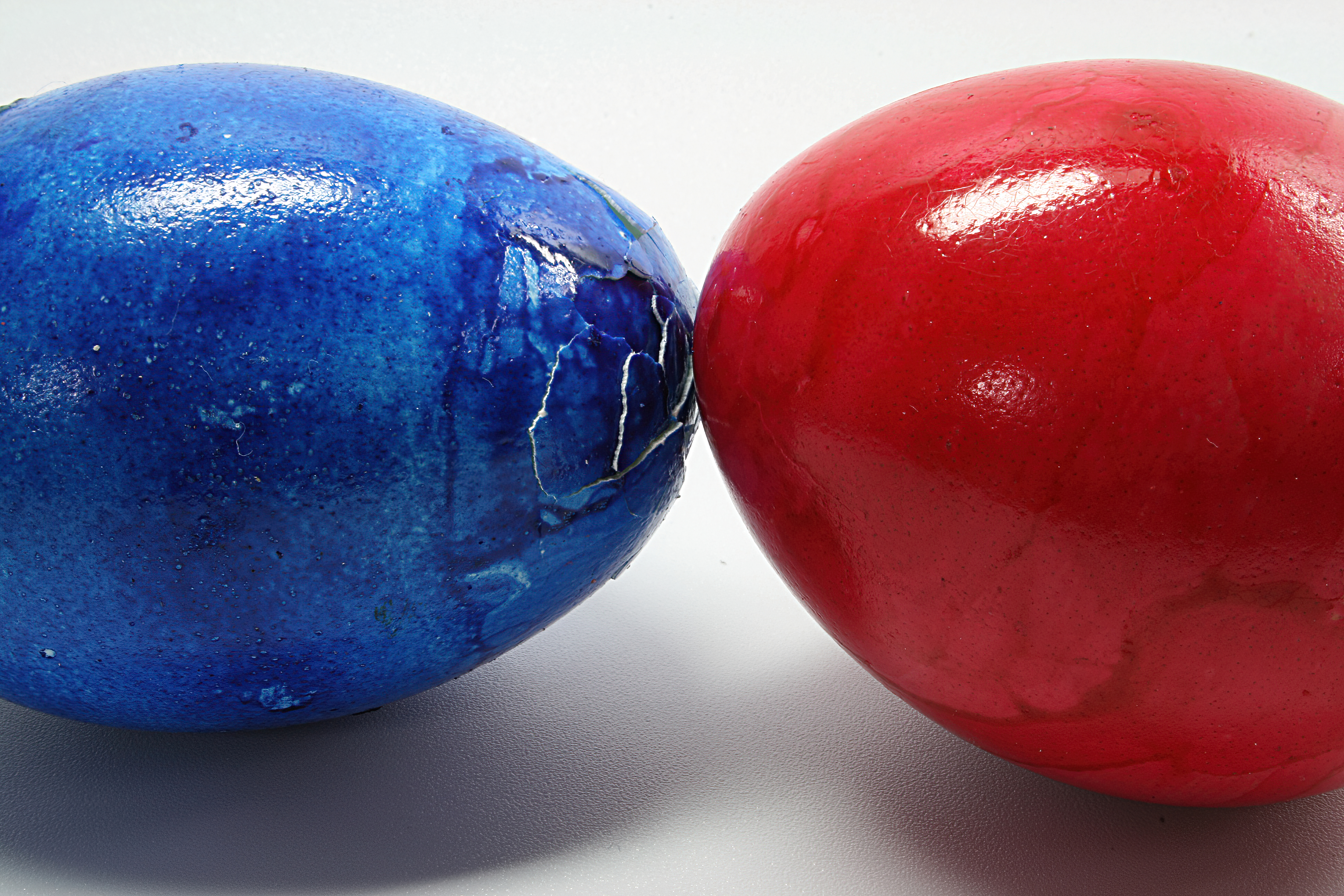
تبعاً لقواعد اللعبة فإن البيضة الحمراء تفوز

كسر البيض أو نقر البيض أو المفاقسة هو أحد تقاليد عيد الفصح لدى المسيحيين. وهي عبارة عن لعبة بسيطة باستخدام بيض الفصح (بيض مسلوق وملون) يقوم فيها لاعبان يمسك كل منهما ببيضة بنقر البيض معا من طرفه المدبب. يفوز في اللعبة من يكسر بيضة اللاعب الآخر من دون أن يكسر بيضته.

## التاريخ
استخدم المسيحيون الأوائل البيض، برمزيته للولادة، كرمز لبعث السيد المسيح في احتفالات عيد الفصح. ويعتقد البعض أن هذا التقليد يسبق المسيحية حيث تسربّ إلى المسيحية من العادات الأوروبية القديمة. مورست لعبة كسر البيض في العصور الوسطى في أوروبا، حيث ورد، مثلا، أنها كانت عنصرا مهما في احتفالات الفصح في الغرب خلال القرن الرابع عشر وفي بولندا في مطلع القرن الخامس عشر. في أمريكا الشمالية، كان الأطفال يلعبون كسر البيض في مستعمرة أمستردام الجديدة في القرن السابع عشر، حيث يحتفظ الفائز بالبيضتين.
خلال حرب الاستقلال الأمريكية، شاهد أسير بريطاني، اسمه توماس أنبري، في فريدريك تاون، ماريلاند عام 1781 هذه اللعبة. وكانت التقاليد وقتها أن يصبغ البيض باللون القرمزي بواسطة بأصباغ نباتية (من نبته شبيهة بالبقّم) والتي، حسب ما أورد أنبري، تزيد من قوة البيض. 
في منتصف القرن 20، كانت صحيفة ذي إيفنينغ سن من بالتيمور، ماريلاند تخصص أحيانا عمودا افتتاحيا لمناقشة أراء الشارع وعاداته وأساليبه بما يخص اللعبة.

## البطولات
في إنجلترا، تلعب اللعبة بين متنافسيْن يقومون بنقر الطرف المدبب من البيض مرارا حتى تكسر إحدى البيضتين. ويفوز باللعبة من يكسر أكبر عدد من بيض الآخرين. ومنذ عام 1983، تقام سنويا مسابقة «بطولة العالم في المفاقسة» خلال أحد الفصح في نادي بيترلي كريكت الاجتماعي في مقاطعة درهام في إنجلترا (يذهب ريع المسابقة لجمعية ماكميلان لدعم مرضى السرطان الخيرية). وتوجد مسابقة شبيه في ولاية لويزيانا الأمريكية في مدينة ماركسفيل (والتي تزعم أنها أول من أقام مسابقة من هذا النوع بشكل رسمي عام 1956). مع هذا التحول من الهواية إلى الرسمية، أخذت محاولات الغش في المسابقة بالظهور. من ذلك استخدام بعض اللاعبين بيض دجاجة غيني، وهو بيض أصغر ذو قشرة أصلب (وقد أصبح لهذا البيض منافسة منفصلة). كما أن التحضير للمسابقة أصبح يدرس بجدية أكبر. فمثلا، هناك أصناف معينة من الدجاج تعطي بيضا أكثر صلابة، بالإضافة الغذاء الغني بالكالسيوم ودرجة نشاط مناسبة. وأخيرا، فإن عملية سلق البيض مهمة ولها تأثير كبير على اليبض، فالبيضة يجب أن تسلق بحيث يكون طرفها المدبب متجها للأسفل لدفع الجيب الهوائي في البيضة إلى الطرف الآخر. ولتأكيد أن البيضة ليست مزيفة، على اللاعب في النهاية اللعب أكلها.

## البلاد العربية
في البلاد العربية اتبع المسيحيون تقاليد تلوين البيض بألوان الأزهار كالصفير والبرقوق، أو بقشر البصل اليابس. وينتشر تلوين البيض والتباري على كسره بين مسيحيي بلاد الشام، ويشير بعض رجال الدين المسيحي إلى دلالات هذه العادة الاجتماعية بالدلالة على قيام المسيح. وقد تطورت هذه التقاليد وأصبحت لتشمل أشكالا أخرى من البيض بالإضافة إلى بيض الدجاج، كالبيض المصنوع من الكرتون أو من الشوكلاته.

## الثقافات واللغات الأخرى
- في ولاية آسام الهندية، وهي آخر مكان إلى الشرق يتحدث بلغة هندوأوربية أصلية، تدعى هذه اللعبة كوني-جوج (كوني تعني بيضة، وجوج تعني قتال). وتلعب سنويا في يوم غورو بيهو (يوم القطيع) من احتفالاتهم بمهرجان رونغالي بيه في منتصف شهر أبريل وفي يوم بوغالي بيهو في يناير.
- في كرواتيا يستخدم بيض فصح ملون أو غير ملون حيث يأخذ كل شخص بيضة لنقرها مع الآخرين حتى لا تبقى إلى بيضة واحدة غير مكسورة. يفوز صاحب هذه البيضة بالمسابقة وأحيانا يعطى مبلغا ماليا يجمع من المتسابقين.
- في هولندا تدعى اللعبة «آيرتكن» (eiertikken). في هذه اللعبة، يصطف الأطفال حاملين سلالا من البيض الملون ويحاولون كسر بيض الأطفال الآخرين. ويشترط من اللاعب أن لا ينقر إلا بيضة من نفس لون البيضة التي معه.
- في رومانيا، عند التزاور، يقوم الضيف بنقر بيض أحمر ببيضة يحملها رب الأسرة المضيفة ويتبادلون تحية عيد الفصح (وهي «المسيح حقا!» ويرد عليها بالقول «حقا قام!»). ويقال للشخص الذي تبقى بيضته سليمة بأنه سيتمتع بعمر طويل.
- لمسيحيو بلغاريا عادات شبيهة. يأخذ كل واحد، كبارا وأطفالا، بيضة لينقر بها بيض الآخرين. ويعتقد بأن الفائز في النهاية سيكون عامه الأفضل صحيّا. ومن عاداتهم أيضا أنهم عند تلوين البيض، يلونون الأول باللون الأحمر ويبقوها للسنة القادمة لجلب الحظ والصحة.
- للكاثوليك في أوروبا الوسطى من مختلف الدول تقليد يسمى «إيبر» (epper). وهي على الأرجح من الكلمة الألمانية «أوبفر» (opfer) والتي تستخدم للدلالة على نفس التقليد، وتعني «التضحية» أو «الفداء».
- للروثانيون تقليد دحرجة البيض في لعبة تسمى «تشوكاتيسيا» (čokatisja). يدحرج الأطفال البيض على أرض صلبة أو ينقروها باليد. إذا كسرت البيضة يأخذها صاحب البيضة التي كسرتها.
- في اليونان يدعون التقليد «تسوغريسما» (τσούγκρισμα) والتي تعني القعقة معا.
- ويستخدم اليهود البيض المسلوق في احتفالاتهم بعيد الفصح اليهودي. فعند نهاية التلاوة، يوزع البيض المسلوق على الضيوف والذي يلعبون لعبة نقر البيض.